# 海陽市
海陽市（かいよう-し）は、中華人民共和国山東省煙台市に位置する県級市。沿海開放都市の1つであり中国では「東方のハワイ」とも称される。

## 地理
山東半島に位置し、黄海に面していることからこの名がついた。煙台市中心部、威海市、青島市よりそれぞれ100kmの距離にある。気候は温暖で年間平均気温は12℃、年間平均降水量は694.5mm。農業と漁業がさかんで、サクランボ（海陽大桜桃）がおもな特産物として知られている。

## 歴史
1734年（雍正12年）、清朝により大嵩衛に海陽県が設置される。1969年4月29日、県級市に改編される。

## 行政区画
- 街道：方圓街道、東村街道、鳳城街道、竜山街道
- 鎮：留格荘鎮、盤石店鎮、郭城鎮、徐家店鎮、発城鎮、小紀鎮、行村鎮、辛安鎮、二十里店鎮、朱呉鎮
- 経済開発区、観光休暇区、碧城工業区

## 観光
- 海陽萬米海水浴場：1984年に胡耀邦が命名した海水浴場。5kmにわたって天然の砂浜が続き、「黄金海岸」とも呼ばれる。周辺一帯は観光・娯楽施設などを備えたビーチリゾートとなっており、2012年アジアビーチゲームズの会場となった。
- 叢麻禅院 ：隋代に創始した禅院で「七峰寺」の異名がある。竹林や石洞が点在、唐代の武将尉遅敬徳がこの地で馬を育てたという伝承がある。
- 海陽招虎山国家森林公園：招虎山（海抜549.7m）を中心とした森林公園。180種の動物と600種の植物の生息域となっている。園内には雲頂自然風景旅遊區と呼ばれる観光地区があり、広大な竹林があることで知られている。
- 千里仙島：「千里島」、「千里岩」とも呼ばれる、面積0.2km2の島で、奇岩が多く見られる自然保護区。
- 海陽大秧歌：ヤンガーと呼ばれる伝統的な舞踏祭。

## スポーツ
海陽萬米海水浴場にて、2012年アジアビーチゲームズが開催された。